# Protocole UPnP
Pour les articles homonymes, voir Protocole.
 (juillet 2012).
Pour un article plus général, voir UPnP.
UPnP, comme son nom l'indique, est dérivé de PnP (Plug aNd Play), qui est une technologie qui permet de faciliter l'installation, la configuration et l'ajout de périphériques informatiques à un micro-ordinateur.
Universal Plug And Play (UPnP) étend cette simplicité en incluant l’ensemble du réseau informatique, permettant la découverte et le contrôle des périphériques, y compris les dispositifs et services en réseau, tels que les imprimantes connectées au réseau ou les équipements électroniques.
Avec UPnP, un périphérique peut joindre le réseau dynamiquement, obtenir une adresse IP, transmettre ses capacités, en savoir plus sur la présence et les capacités d'autres périphériques et tout cela automatiquement sans recourir à aucune configuration du réseau. Les périphériques peuvent par la suite communiquer avec les autres périphériques directement.
De plus UPnP est indépendant de tout système d'exploitation, langage de programmation ou support physique.

## Acteurs du protocole UPnP
Il existe deux grandes parties dans un réseau UPnP : les périphériques et les points de contrôle.

### Périphériques
Un périphérique est un conteneur de services simples ou imbriqués. Cette information est stockée dans un document XML que le périphérique doit contenir. En addition à l'ensemble de services, la description liste aussi des propriétés (comme le nom du périphérique et icônes) associées à ce périphérique.
Le périphérique contient des services.
Un service est la plus petite unité de contrôle dans un réseau UPnP. Un service expose les actions et les modèles de son état avec des variables d'état. Par exemple, un service d'horloge peut être modélisé avec une variable d'état, current_time, qui définit l'état de l'horloge, et deux actions, set_time et get_time, qui permettent de contrôler le service. Semblable à la description du périphérique, cette information fait partie d'une description XML standardisé par le forum UPnP. Un pointeur (URL) de ces descriptions de service est contenu dans le document de description de l'appareil. Les dispositifs peuvent contenir de multiples services.
Un service dans un dispositif UPnP est constitué d'une table d'état, un serveur de contrôle et un serveur d'événements. La table d'état modèle l'état du service par le biais des variables d'état et les mises à jour lorsque l'état change. Le serveur de contrôle reçoit des demandes d'action (comme set_time), les exécute, met à jour la table d'état (des réponses et des retours). Le serveur d'événements publie des événements aux abonnés intéressés à tout moment l'état des changements de service. Par exemple, le service d'alarme incendie enverrait un événement aux abonnés intéressés lorsque son état passe à «sonner».

### Points de contrôle
Le point de contrôle est un contrôleur qui est capable de découvrir et de contrôler les périphériques. Après la découverte du périphérique le point de contrôle peut :
- récupérer la description du dispositif et obtenir une liste des services associés ;
- récupérer des descriptions de service pour les services intéressants ;
- invoquer des actions pour contrôler le service ;
- s'abonner au serveur d'événements du service. Chaque fois qu’il y a un changement de l'état du service, le serveur d'événements enverra un événement au point de contrôle.

Il est prévu que le périphérique intègre la fonctionnalité de point de contrôle (mais aussi que le point de contrôle intègre celle de périphérique) pour permettre un véritable réseau Peer-to-Peer.

## Les protocoles réseaux utilisés par UPnP
Protocoles Spéciaux d’UPnPContient UPnP vendors, UPnP Forum Working Committees et UPnP Drivers Architecture document qui définissent le plus haut niveau du protocole d’UPnP.
TCP/IPUPnP se base sur les protocoles TCP/IP (TCP, UDP, IGMP, ARP et IP).
HTTP, HTTPU (unicast), HTTPMU (multicast)HTTP est le cœur de UPnP. HTTPU (HTTPMU) est une variation du HTTP, ils sont utilisés pour envoyer les messages au-dessus d’UDP/IP au lieu de TCP/IP. Tous les protocoles sont utilisés par SSDP. Ces protocoles sont utilisés comme multicast quand l’envoi du message n’a pas besoin de garantie.
SSDP (Simple Service Discovery Protocol)il permet de découvrir les services sur le réseau. Il repose sur HTTPU et HTTPMU. Il définit les méthodes du point de contrôle pour trouver les périphériques intéressants. En conséquence, tous les points de contrôle ont les informations complètes du réseau.
Le point contrôle et le périphérique utilisent SSDP. Un point qui vient de démarrer, va envoyer une requête de recherche en utilisant le protocole SSDP (via HTTPMU) pour trouver les périphériques et les services. Mais il peut aussi rechercher juste un type de périphériques ou un service particulier. Un périphérique UPnP  écoute sur le port multicast. S’il reçoit une requête de recherche, il la vérifie pour décider si elle est bonne ou pas. Si elle est bonne, une réponse de l’unicast SSDP (via HTTPU) va être envoyée au point contrôle. SSDP est utilisé aussi pour publier les services.
GENA (Generic Event Notification Architecture)Il permet d’envoyer et de recevoir les notifications en utilisant HTTP via TCP/IP et le multicast UDP. Il définit aussi les concepts entre les souscripteurs et les éditeurs de notifications pour permettre d’annoncer les événements. Le format de GENA est utilisé en UPnP pour créer les annonces de la présence, et l’envoi de celles-ci en utilisant SSDP. Il permet aussi de souscrire au service de l’événement.
SOAP (Simple Object Access Protocol)ce protocole repose sur l'envoi de messages XML sur HTTP pour exécuter des services à distance. Il est devenu le standard pour RPC basé sur la communication sur Internet. Il peut fonctionner efficacement à travers un pare-feu et un mandataire. Le point de contrôle utilise SOAP pour envoyer les messages aux périphériques et recevoir des résultats ou des erreurs. Chaque requête du point de contrôle contient les actions avec des paramètres dedans. La réponse contient les valeurs des paramètres.
XML (Extensible Markup Language)Il utilise la définition W3C qui est le format universel pour construire les données sur Web.

## Description des six étapes d'UPnP

### Étape 1: Adressage
Les points de contrôles et les périphériques cherchent un serveur DHCP pour se procurer une adresse IP. Si aucun serveur DHCP n'est disponible, Auto-IP est utilisé pour obtenir une adresse.

Les équipements envoient un message DHCPDISCOVER via DHCP. Si un DHCPOFFER est reçu les équipements continuent le processus d’obtention dynamique d’une adresse IP, sinon, ceux-ci doivent utiliser un Auto-IP.
Pour configurer automatiquement une adresse IP, les équipements utilisent un algorithme aléatoire pour choisir une adresse en 169.254/16. L’adresse sélectionnée doit être testée pour savoir si elle est déjà utilisée, si tel est le cas il faut choisir une autre adresse
Pour le test les équipements envoient des requêtes ARP avec leur adresse IP pour voir si d’autres équipements utilisent cette adresse.  Si une réponse est reçue, c’est que l’adresse est déjà utilisée et doit donc être modifiée. Ensuite, les équipements envoient encore 2 requêtes ARP pour être sûr que d’autres équipements ne gardent pas des caches ARP avec l’adresse IP qui a pu être utilisée par un autre équipement.

Après avoir acquis une adresse IP, les équipements doivent tester régulièrement la présence du serveur DHCP.

### Étape 2: Découverte
Dans la découverte, le périphérique fait ce qu’on peut appeler de la publicité. Il envoie un message NOTIFY à tous les points de contrôles en utilisant UDP.

```
NOTIFY * HTTP/1.1
HOST: 239.255.255.250:1900
CACHE-CONTROL: max-age = (la durée d’expiration de la publicité)
LOCATION: (l’URL du périphérique)
NT: search target (type de la publicité( concernant le périphérique ou un service))
NTS: ssdp:alive (sous-type ssdp:alive pour les publicités et ssdp : byebye pour quitter)
USN: (identifiant unique pour la publicité)

```

Après cela, le point de contrôle recherche le périphérique ou le service.

Il envoie un message M-SEARCH.
```
M-SEARCH * HTTP/1.1
HOST: 239.255.255.250:1900
MAN: (ssdp:discover)
MX: (temps d’attente)
ST: (type d’élément recherché à compare avec NT)

```

Et pour finir le périphérique envoie un message de réponse au point de contrôle (HTTP/1.1 200 OK) si le paramètre NT correspond à ST.

```
HTTP/1.1 200 OK
CACHE-CONTROL: max-age = ( la durée d’expiration de la publicité)
LOCATION: (l’URL du périphérique)
ST: (type d’élément recherché)
USN: (identifiant unique pour la publicité)

```

Les 3 requêtes utilisent le protocole SSDP.

### Étape 3: Description
À partir de l'argument LOCATION qui contient l'URL du périphérique, le point de contrôle peut accéder à un fichier XML qui contient plusieurs informations sur le périphérique et sur ses services. Il y a deux parties dans la description d’un périphérique : la description physique et la description logique.

La description de services informe sur les capacités du périphérique.

Obtenir la description du périphérique est simple : le point de contrôle envoie une requête HTTP GET à l’URL contenu dans le message de découverte (idem pour avoir la description du service).

Les documents de description doivent être envoyés en utilisant l'adresse IP contenue dans la réponse à la requête HTTP GET.

Si un périphérique a besoin de changer certaines de ses descriptions, il doit quitter la publicité et republier ensuite.

Par conséquent, le point de contrôle peut détecter un changement de description à la suite de l'apparition d'un périphérique dans le réseau ; il suffit pour cela qu’il vérifie la présence de la variable CONFIGID.UPNP.ORG dans la publicité.

Format d’un message HTTP GET :
```
HTTPget
GET /descriptionPath HTTP/1.1
HOST: hostname:portNumber
ACCEPT-LANGUAGE: language preferred by control point (optionnel)

```

Format d’un message HTTP REQUEST :
```
HTTP/1.1 200 OK
CONTENT-LANGUAGE: language used in description
CONTENT-LENGTH: bytes in body 
CONTENT-TYPE: text/xml; charset="utf-8" 
DATE: when responded

BODY(La description détaillée du service ou du périphérique)

```

### Étape 4: Contrôle
Un point de contrôle envoie l’action au service du périphérique. Lorsque l’action a été exécutée (ou lorsqu'elle a échoué), le service retourne des résultats ou éventuellement des erreurs.

Il envoie un message de contrôle à l’URL de contrôle présente dans la description du périphérique.
Le service retourne des résultats. Les effets de l’action changent les variables d’états du service.
Quand ces variables changent, des événements sont publiés à tous les points de contrôle qui sont intéressés.
Tant que les publicités d’un périphérique n’ont pas expiré, le point de contrôle considère que celui-ci est toujours fonctionnel.
Les points de contrôle doivent utiliser l'encodage UTF-8 pour tous les messages de contrôle et les réponses.

Si beaucoup d’informations doivent être envoyées en association de l’action, il n’est pas recommandé de les envoyer dans les arguments de SOAP. Il est possible par exemple d'envoyer l’URL en argument et d'utiliser les méthodes HTTP GET, PUT or POST pour transférer les données. L'encodage de transfert en bloc peut être utilisé si la quantité de données n’est pas connue à l’avance. Cet encodage permet de transmettre la ressource par morceaux consécutifs en précédant chacun par une ligne de texte donnant la taille de celui-ci en hexadécimal. Le transfert se termine alors par un morceau de taille nulle, où des en-têtes finaux peuvent être envoyés.
Les en-têtes supplémentaires liés à cet encodage de transfert sont :
Transfer-EncodingSpécifie l'encodage de transfert. La seule valeur définie par la spécification RFC 2616 est "chunked".
TrailerListe toutes les en-têtes figurant après le dernier morceau transféré.
TEEnvoyé par le client pour spécifier les encodages de contenu supportés (Content-Encoding, ne pas confondre avec Transfer-Encoding car "chunked" est obligatoirement supporté par les clients et serveurs implémentant le standard HTTP/1.1), et spécifie si le client supporte l'en-tête Trailer en ajoutant trailers à la liste.
Protocoles utilisés lors du contrôle :

Dans la couche la plus élevée, les messages de contrôle contiennent d’abord les informations du constructeur (valeurs des arguments). En descendant, on retrouve aussi les informations du UPnP Forum (noms d’actions, noms d’argument, les noms de variables). Les messages sont formatés en utilisant les entêtes et les corps SOAP et ils sont délivrés via HTTP sur TCP/IP. Les messages de contrôle utilisent la méthode POST.
Exemple d’invocation de message:
```
POST path control URL HTTP/1.0
HOST: hostname:portNumber
CONTENT-LENGTH: bytes in body
CONTENT-TYPE: text/xml; charset="utf-8"
USER-AGENT: OS name/OSversion UPnP/1.1 productName/versionName
SOAPACTION: "urn:schemas-upnp-org:service:serviceType:v#actionName"
<?xml version="1.0"?>
<s:Envelope
xmlns:s="http://schemas.xmlsoap.org/soap/envelope/"
s:encodingStyle="http://schemas.xmlsoap.org/soap/encoding/">
<s:Body>
<u:actionName xmlns:u="urn:schemas-upnp-org:service:serviceType:v">
<argumentName>in arg value</argumentName>
<!-- other in args and their values go here, if any -->
</u:actionName>
</s:Body>
</s:Envelope>

```

Explication sur les éléments de ce message :
HOST : hostname (nom de domaine ou l’adresse IP) et un port optionnel. Si le port est vide ou n’est pas donné, le port par défaut est le 80.
USER-AGENT : exemple « unix/5.1 UPnP/1 .1 MyProduct/1.0 »
La balise <argumentName> est requise seulement si l’action a des arguments. Et pour chaque argument, un champ <argumentName> supplémentaire doit être ajouté.
Format d’une réponse à une action :
```
HTTP/1.0 200 OK
CONTENT-TYPE: text/xml; charset="utf-8"
DATE: when response was generated
SERVER: OS/version UPnP/1.1 product/version
CONTENT-LENGTH: bytes in body
<?xml version="1.0"?>
<s:Envelope
xmlns:s="http://schemas.xmlsoap.org/soap/envelope/"
s:encodingStyle="http://schemas.xmlsoap.org/soap/encoding/">
<s:Body>
<u:actionNameResponse xmlns:u="urn:schemas-upnp-org:service:serviceType:v">
<argumentName>out arg value</argumentName>
<!-- other out args and their values go here, if any -->
</u:actionNameResponse>
</s:Body>
</s:Envelope>

```

Messages d’erreurs :
```
HTTP/1.0 500 Internal Server Error
CONTENT-TYPE: text/xml; charset="utf-8"
DATE: when response was generated
SERVER: OS/version UPnP/1.1 product/version
CONTENT-LENGTH: bytes in body
<?xml version="1.0"?>
<s:Envelope
xmlns:s="http://schemas.xmlsoap.org/soap/envelope/"
s:encodingStyle="http://schemas.xmlsoap.org/soap/encoding/">
<s:Body>
<s:Fault>
<faultcode>s:Client</faultcode>
<faultstring>UPnPError</faultstring>
<detail>
<UPnPError xmlns="urn:schemas-upnp-org:control-1-0">
<errorCode>error code</errorCode>
<errorDescription>error string</errorDescription>
</UPnPError>
</detail>
</s:Fault>
</s:Body>
</s:Envelope>

```

Les différentes valeurs pour <errorCode> et <errorDescription> sont décrites dans le tableau suivant :

### Étape 5: Événement
Pour souscrire au serveur d’événement, le point de contrôle envoie un message de souscription qui contient l’URL du périphérique, l’identificateur du service et une URL pour la délivrance des messages .

Si la souscription est acceptée, le périphérique répond avec une durée et un identificateur unique pour la souscription. La durée de souscription doit être choisie en fonction de la présence du point de contrôle dans le réseau. Par exemple, si le point de contrôle quitte le réseau chaque minute, la durée doit être inférieure à une minute.
Pour garder la souscription active, le point de contrôle doit renouveler la souscription avant qu’elle n’expire. Dans ce cas, le message de renouvellement ne contient plus l’URL de délivrance mais l’identificateur de souscription. La réponse est la même que pour celle du message de souscription.
Si le point de contrôle n’a plus besoin d’être informé des événements, il doit envoyer un message "cancel" pour quitter la souscription.
Les messages d’événements, les noms des variables d’état et les valeurs courantes sont exprimés en syntaxe XML.
Le premier message d’événement concernant la demande de souscription contient les noms et valeurs des variables d’état et permet au point de contrôle d’initialiser son modèle de l’état du service. Le premier message est toujours envoyé même si le point de contrôle quitte la souscription.

Notons qu'il y a des variables qui changent trop rapidement ou qui contiennent des valeurs trop grandes pour que la notification d’événement soit utile. Dans ce cas, un filtrage ou une modération du nombre de messages d’événement est nécessaire. Le service désigne alors une ou plusieurs variables d’état comme étant non notifiées.

Le périphérique dispose d’une liste contenant les souscripteurs (points de contrôle). Si la souscription est expiré, l’identifiant de souscription est invalide et le périphérique efface le point de contrôle de cette liste. Il n’envoie dorénavant plus aucune notification à celui-ci et dans le cas où le point de contrôle essaie d’envoyer un message quelconque, celui-ci est négligé par le périphérique.

Il est fortement conseillé aux points de contrôle de surveiller constamment les messages publicités des périphériques. Ainsi, lorsqu'un périphérique quitte le réseau, le point de contrôle détecte que sa souscription est terminée.
Pile de protocoles pour la notification d’événement :
Dans la couche supérieure, on retrouve les messages de souscription et d’événements contenant les informations du constructeur comme les URL pour la souscription et la durée des souscriptions ou des valeurs de variables spécifiques. En descendant plus bas dans les couches, on retrouve les informations d’UPnP Forum comme les identificateurs des services et des noms de variables. Comme pour les messages de contrôles, on utilise HTTP sur TCP/IP.

Formats des messages :
Message de demande de souscription
```
SUBSCRIBE publisher path HTTP/1.1
HOST: publisher host:publisher port
USER-AGENT: OS/version UPnP/1.1 product/version
CALLBACK: <delivery URL>
NT: upnp:event
TIMEOUT: Second-requested subscription duration(Integer)

```

Réponse au message de souscriptionNotez que dans l'exemple ci-dessous, le champ SID n'est pas utilisé pour la première souscription.
```
HTTP/1.1 200 OK
DATE: when response was generated
SERVER: OS/version UPnP/1.1 product/version
SID: uuid:subscription-UUID
CONTENT-LENGTH: 0
TIMEOUT: Second-actual subscription duration

```

Pour un renouvellement de souscription
```
SUBSCRIBE publisher path HTTP/1.1
HOST: publisher host:publisher port
SID: uuid:subscription UUID ( identificateur de souscription)
TIMEOUT: Second-requested subscription duration

```

Pour quitter une souscription :
```
UNSUBSCRIBE publisher path HTTP/1.1
HOST: publisher host:publisher port
SID: uuid:subscription UUID (identificateur de souscription)

```

Message de notification en mode (Unicast)
```
NOTIFY delivery path HTTP/1.0
HOST: delivery host:delivery port
CONTENT-TYPE: text/xml; charset="utf-8"
NT: upnp:event
NTS: upnp:propchange
SID: uuid:subscription-UUID
SEQ: event key
CONTENT-LENGTH: bytes in body
<?xml version="1.0"?>
<e:propertyset xmlns:e="urn:schemas-upnp-org:event-1-0">
<e:property>
<variableName>new value</variableName>
</e:property>
<!-- Other variable names and values (if any) go here. -->
</e:propertyset>

```

Message de réponse à la notification d’événementsSi ce message n’est pas émis par le point de contrôle dans un délai de 30 secondes, le périphérique abandonne l’envoi de la notification mais conserve la souscription active pour une future notification d’événement.
```
HTTP/1.1 200 OK

```

Notification Multicast
```
 
NOTIFY * HTTP/1.0
HOST: 239.255.255.246:7900 *** note the port number is different than SSDP ***
CONTENT-TYPE: text/xml; charset="utf-8"
USN: Unique Service Name for the publisher
SVCID: ServiceID from SCPD
NT: upnp:event
NTS: upnp:propchange
SEQ: monotonically increasing sequence count
LVL: event importance
BOOTID.UPNP.ORG: number increased each time device sends an initial announce or update message
CONTENT-LENGTH: bytes in body
<?xml version="1.0"?>
<e:propertyset xmlns:e="urn:schemas-upnp-org:event-1-0">
<e:property>
<variableName>new value</variableName>
</e:property>
<!-- Other variable names and values (if any) go here. -->
</e:propertyset>

```

le tableau suivant présente  les différentes valeurs normalisées pour le champ level :
| Valeur             | description |
| ------------------ | --- |
| upnp:/emergency    | L’événement rapporte des informations critiques qui devraient entrainer une action immédiate du périphérique. |
| upnp:/fault        | L’événement rapporte des informations relatives à un cas d'erreur. |
| upnp:/warning      | L’événement rapporte des informations qui ne sont pas critiques et que le périphérique devrait vouloir traiter ou transmettre à l'utilisateur. |
| upnp:/info         | L’événement rapporte des informations relatives au traitement normal d'une opération du périphérique qui pourrait intéresser l'utilisateur. Cette information ne rapporte aucune condition anormale relative à un statut de type faute (i.e. fault) ou mise en garde(i.e. warning). |
| upnp:/debug        | L’événement rapporte des informations typiquement utilisées par les programmeurs et les ingénieurs de test, pour évaluer l'état et les opérations internes réalisées par le périphérique. Ces informations ne sont pas destinées aux utilisateurs.                                  |
| upnp:/general      | Pour les événements qui ne correspondent à aucune autre catégorie. |
| <domaine>:/<level> | Exemple d'extension vendeur. le champ Domain est le domaine ICANN pour le vendeur et level est une chaine de caractères arbitraire définie par le vendeur. e.g. domain.org:/alerts/type/                                                                                            |

### Étape 6: Présentation
Pour ouvrir la page de présentation, le point de contrôle envoie un message HTTP GET et le périphérique répond avec un message HTTP Response.